# Рахмин, Митрофан Александрович
Митрофан Александрович Рахмин (26 мая 1891 — 12 сентября 1916) — русский военный лётчик, поручик русской армии (1915). Участник Первой мировой войны. Кавалер ордена Святого Георгия IV степени (1917).
Известен тем, что находился в составе экипажа самолёта «Илья Муромец-XVI», вступившего в бой с немецкими истребителями 12 сентября 1916 года.

## Биография
Митрофан Рахмин родился 26 мая 1891 года в Киевской губернии в дворянской семье. По вероисповеданию был православным. В 1909 году окончил Нижегородский кадетский корпус, после чего до 1911 года проходил курс обучения в Киевском военном училище.
6 августа 1911 года был выпущен из училища в 25-й сапёрный батальон в чине подпоручика. 11 сентября 1911 года получил должность младшего офицера в 1-й роте. 29 сентября 1913 года был командирован в учебную автомобильную роту и зачислен в учебный класс. 8 августа 1914 года переведён в 3-ю автомобильную роту. 3 января 1915 года произведён в поручики.
С 4 февраля 1916 года служил в должности помощника командира воздушного корабля «Илья Муромец-XVI» в составе Эскадры воздушных кораблей. Погиб 12 сентября 1916 года во время неравного боя с четырьмя самолётами противника вместе с членами экипажа воздушного корабля «Илья Муромец-XVI». Был похоронен с воинскими почестями немецкими военнослужащими.

## Награды
Митрофан Рахмин был удостоен следующих наград:
- Орден Святого Георгия IV степени (Приказ по армии и флоту от 25 марта 1917 г.)
— «за то, что 12 сентября 1916 г., состоя помощником командира воздушного корабля „Илья Муромец № 16“, следуя с кораблем в авангарде воздушной эскадры из 2 воздушных кораблей и 13 малых аппаратов, совершавшей налет на м. Боруны, прорвался сквозь заградительный артиллерийский огонь противника, вступил в ожесточенный воздушный бой с 4 германскими самолетами, принудил 3 из них снизиться и, проникнув в тыл противника на 12 верст, достигнув Борун, погиб с кораблем от артиллерийского огня, дав возможность главным силам эскадры достигнуть цели и нанести неприятелю явный вред»;
- Орден Святой Анны III степени (Высочайший приказ от 21 октября 1915 г.);
- Орден Святого Станислава II степени с мечами (Высочайший приказ от 26 января 1917 г.);
- Орден Святого Станислава III степени (Высочайший приказ от 9 апреля 1915 г.).

## Память

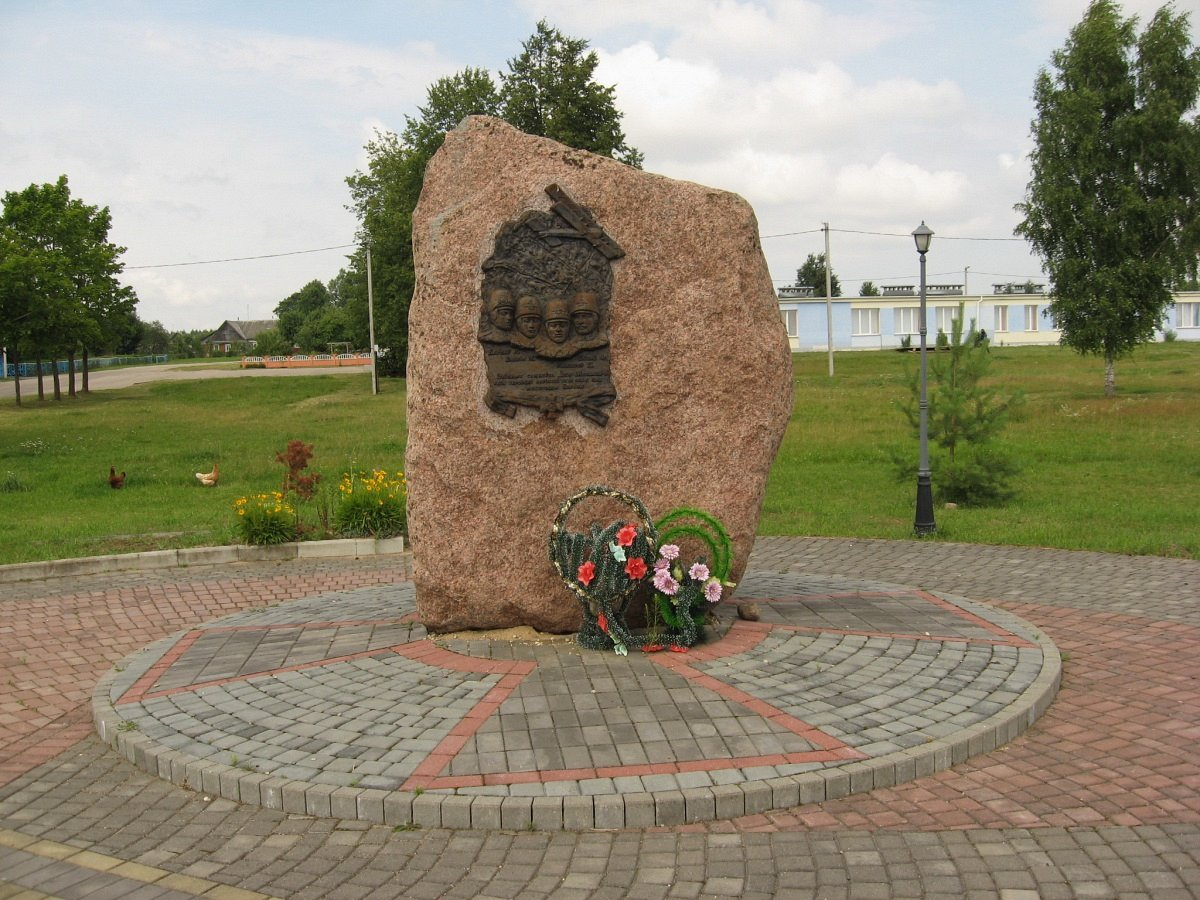
Памятный знак экипажу самолёта «Илья Муромец» в Борунах

- В 2009 году в населённом пункте Боруны Ошмянского района Гродненской области Республики Беларусь был открыт памятный знак экипажу самолёта «Илья Муромец» (в его состав входил Митрофан Рахмин), погибшему здесь в 1916 году.